# Хелонги
Хелонги - одна из этнических общностей Индонезии, принадлежащая к группе амбоно-тиморских народов. Голландское название народа - купанги.

## Расселение
Ареал расселения - Юго-Западный Тимор, остров Семау.

## Численность
На конец XX века численность народа оценивалась в 5 тысяч человек.

## Язык
Среди хелонгов распространены два индонезийских языка австронезийской языковой семьи - купанг и ротийский.

## Религия
Доминирующей религией хелонгов является протестантизм.

## Хозяйственная жизнь
Основой сельского хозяйства хелонгов является ручное земледелие переложного типа. Значительную роль в хозяйственной жизни народа играет животноводство (в основном, разводят свиней, в меньшем количестве - буйволов и птиц), а также прибрежное рыболовство.
Главные сельскохозяйственные культуры хелонгов - кукуруза, рис, просо, клубнеплоды, бобовые, овощи. Мясо составляет исключительно праздничный рацион хелонгов, в основном питаются вареной и жареной рыбой, а также овощами.
Наиболее распространенными видами ремесел у хелонгов являются плетение и ткачество.

## Поселения
Традиционная планировка поселений хелонгов - кучевая. Современные поселения имеют рядовую планировку. Жилища хелонги строят на сваях, дома преимущественно каркасно-столбовой формы.

## Общественный строй
Для хелонгов характерны малые семьи моногамного типа. После вступления в брак, жена по традиции переселяется в дом супруга.